# Praktikertjänst
Praktikertjänst Aktiebolag är ett svenskt företag inom hälso- och sjukvård och tandvård. 

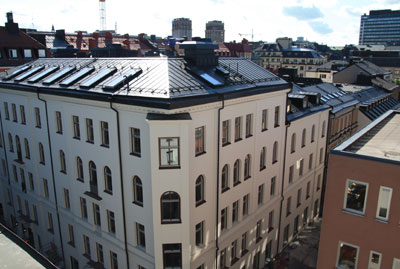
Praktikertjänsts huvudkontor

 Praktikertjänst drivs producentkooperativt, vilket innebär att en individ som vill köpa aktier i företaget också själv måste vara verksamhetschef för en mottagning inom koncernen. Administration, kvalitetssystem, stöd och rådgivning sköts sedan i stor utsträckning centralt, medan vårdservicen bedrivs ute på mottagningarna.
Praktikertjänstkoncernen hade under 2018 en omsättning på nästan 11 miljarder kronor och 9 200 anställda.

## Historik

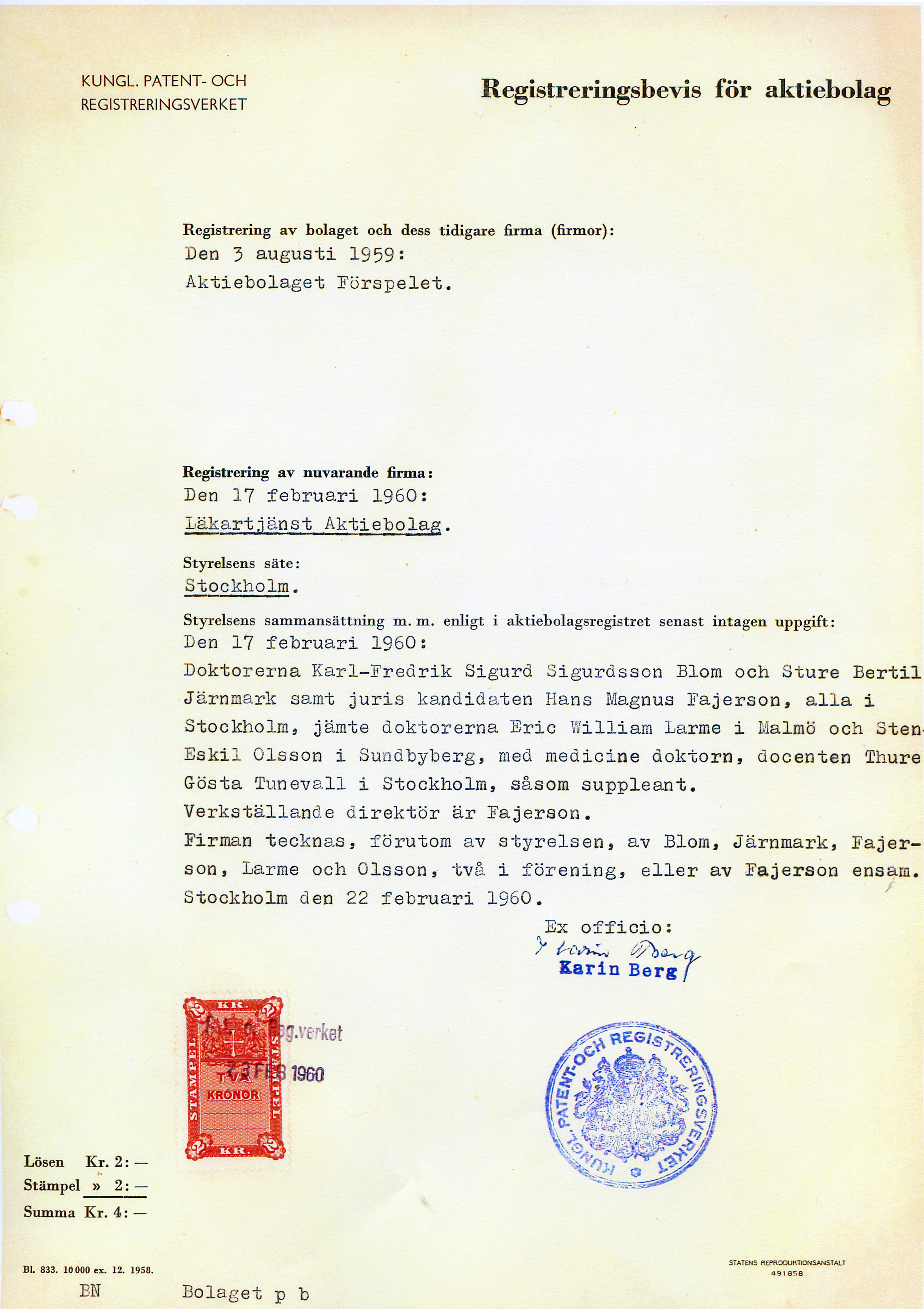
Praktikertjänsts registreringsbevis

Läkarförbundet bildade den 17 februari 1960 ett aktiebolaget vid namn Läkartjänst AB. Till Läkartjänst AB:s första ordförande valdes Karl-Fredrik Blom, Läkarförbundets dåvarande vd, och till vd valdes Hans Magnus Fajerson, tjänsteman på läkarförbundets kansli.
Efter etableringen av Läkartjänst började dess styrelse se sig om efter liknande affärsområden. 1965 bildades således Tandläkartjänst AB efter Läkartjänsts modell, av Läkartjänsts ordförande Thorsten Aggeryd. Efter tandläkarna startade även sjukgymnaster och tandtekniker systerbolag vid namn Sjukgymnasttjänst AB respektive tandteknikernas bolag Delabgruppen.
År 1977 gick så Läkartjänst AB, Tandläkartjänst AB, Sjukgymnastiktjänst AB och Delabgruppen AB ihop och bildade Praktikertjänst AB.

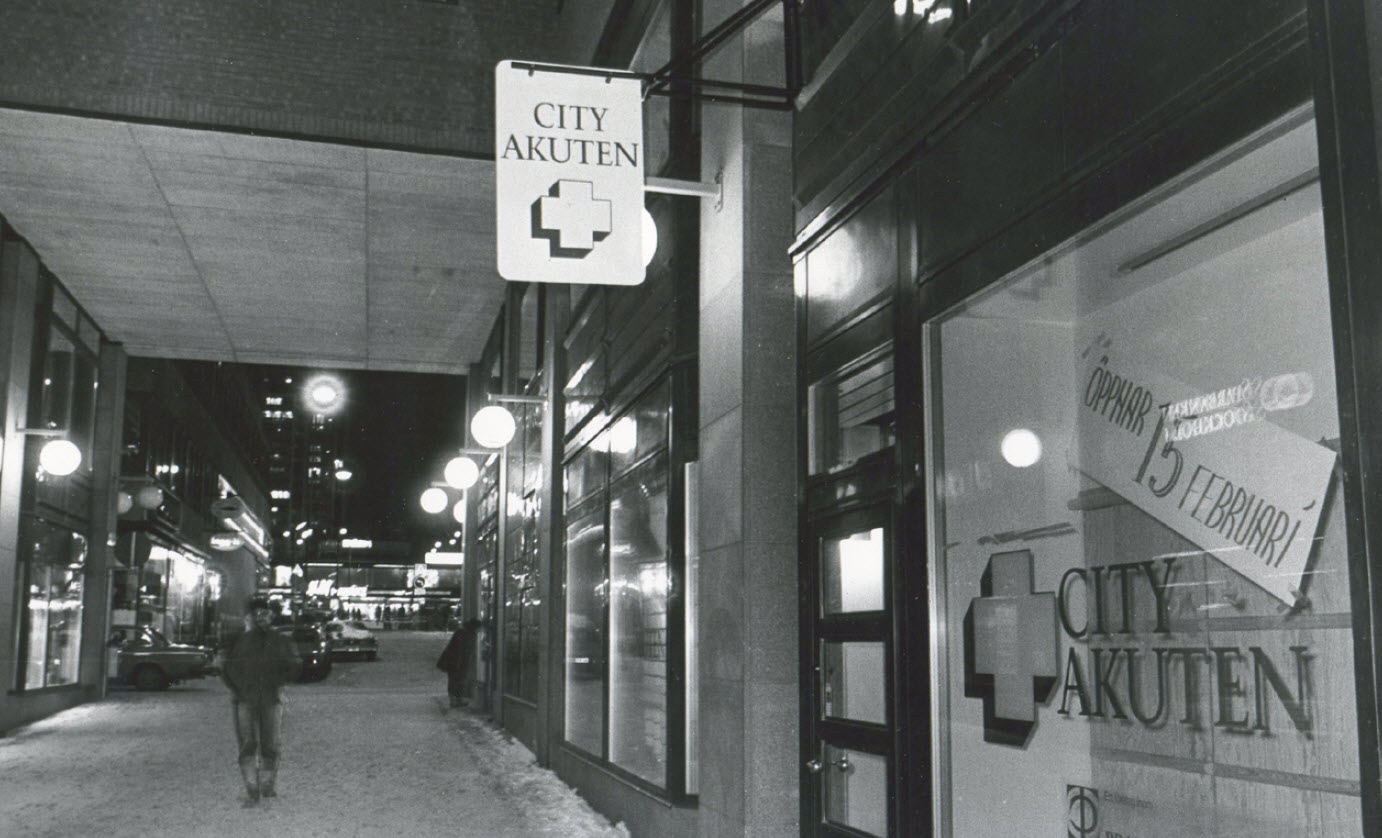
Cityakuten

 I början av 1980-talet köpte Praktikertjänst läkarhuset Vällingby och bildade dotterbolaget Medicinsk Röntgen AB. Därpå följde etableringen av flera dotterbolag. 1983 öppnade Praktikertjänst dotterbolaget CityAkuten, vid Hötorget i Stockholm, som blev den första privata akutmottagningen i Europa.

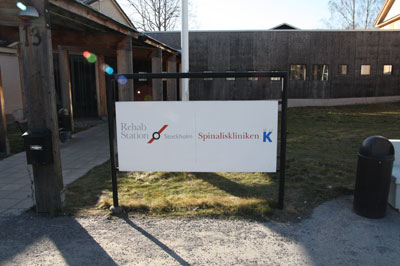
Rehab station

År 1997 tog Praktikertjänst över rehabiliteringscentret Frösunda Center som ligger i Hagaparken i Stockholm och den 1 oktober 2001 etablerades  BB Stockholm, som är ett samarbetsprojekt mellan Stockholms läns landsting och Praktikertjänst vars verksamhet sker på Danderyds sjukhus.
Under 2013 lade det svenska riskkapitalbolaget EQT ett bud på Praktikertjänst. Eftersom det enbart är verksamhetsansvariga i Praktikertjänst som har option att köpa aktier i bolaget hade en ändring av aktieägaravtalet varit nödvändig, om aktieägarna hade tackat ja till budet. I mars 2013 tackade Praktikertjänsts styrelseordförande Anders Jonsson nej till avtalet.
Den 3 mars 2014 öppnade BB Sophia, en förlossningsmottagning kopplad till Sophiahemmet i Stockholm. Precis som under etableringen av BB Stockholm var Gudrun Abascal och Harald Almström drivande. BB Sophia mottogs med stort medial uppmärksamhet, både diskussioner kring privatdriven vård och bristen på förlossningsplatser i Stockholm. Förlossningskliniken stängdes i maj 2016 efter att i februari samma år ha sagt upp landstingsavtalet på grund av olönsamhet.

## Verksamheter
Praktikertjänst arbetar inom två verksamhetsområden, tandvård och hälso- och sjukvård.

### Tandvård
Inom Praktikertjänst Tandvård finns cirka 1 100 verksamhetsansvariga tandläkare, tandtekniker och tandhygienister. Omsättningen för 2018 var 4,3 miljarder kronor och affärsområdet har cirka 3 600 medarbetare.

### Hälso- och sjukvård
Med omkring 600 verksamhetsansvariga läkare, sjuksköterskor, sjukgymnaster etcetera driver Praktikertjänst fler än 80 vårdcentraler, 40 rehabiliteringsmottagningar och närmare 200 specialistvårdsenheter. Antalet medarbetare uppgår till 5 300 och omsättningen är 6 miljarder kronor (2018). 

## Dotterbolag
2019 såldes Praktikertjänsts dotterbolagskoncern Proliva till Aleris. Affären innebar att ett 15-tal dotterbolag som verkar inom bland annat rehabilitering, förlossningsvård och olika typer av specialistvård övergick till Aleris.
I affären ingick:
- Barnbördshuset Stockholm AB (BB Stockholm)
- Barnbördshuset Stockholm Family AB
- Cityakuten i Praktikertjänst AB (Cityakuten)
- Praktikertjänst Geriatrik AB
- Praktikertjänst Närsjukhus Dalsland Strömstad Lysekil
- Praktikertjänst Närsjukhus Simrishamn
- Praktikertjänst Primärvård AB
- Praktikertjänst Psykiatri AB
- Praktikertjänst Sollentuna Specialistklinik
- Rehab Station Stockholm AB
- Praktikertjänst Ryggkirurgi Strängnäs AB
- Stockholm Heart Center AB

Praktikertjänst äger fortfarande ett antal dotterbolag av bolagsteknisk karaktär:
- Praktikerinvest AB
- Praktikerinvest PE AB
- Praktikertjänst Fastigheter AB
- Praktikertjänst Försäkring AB

## Ledare
Styrelseordförande
- Karl-Fredrik Blom (Läkartjänst AB) 1960–1963
- Hans Östberg (Läkartjänst AB) 1963–1977
- Thorsten Aggeryd (Tandläkartjänst AB 1964–1977) 1977–1986
- Christer Spångberg 1986–1996
- Dick Ylander 1996–2002
- Anders Jonsson 2002–2014
- Urban Englund 2014–

Verkställande direktörer
- Hans Magnus Fajerson 1960–1977
- Sven Sjöman 1977–1979
- Christer Wickberg 1979–1980
- Jan Engström 1980–1985
- Thorsten Aggeryd 1985–1985
- Lennart Orkan 1986–1986
- Roland Thörnroos 1987–1995
- Gösta Gedberger 1995–2003
- Björn Rosén 2003–2008
- Carola Lemne 2008–2014
- Erik Strand 2014
- Johan Fredriksson 2014–2016
- Erik Strand 2016–2019
- Carina Olson 2019-